# Egri főszékesegyház
Az egri Szent János apostol és evangélista, Szent Mihály főangyal, Szeplőtelen Fogantatás főszékesegyház bazilika az Egri főegyházmegye katedrálisa, Magyarország egyik legnagyobb temploma. 1831 és 1836 között épült Hild József tervei alapján klasszicista stílusban. A Pyrker téren áll, dél felől a Törvényház utca, kelet felől az Eszterházy tér határolja. 55 méter magas tornyaival ez a város második, Heves vármegye harmadik legmagasabb épülete. A kupola magassága 37 méter.

## Története
Helyén már a középkortól templom állt, amely a török idők alatt mecsetként funkcionált; ezt az 1820-as években lebontották.
1827-ben nevezték ki egri pátriárkának Pyrker János Lászlót. Pyrker szándéka az volt, hogy méltó érseki székesegyházat építtessen Egernek. A városba érkezése óta foglalkoztatta az építés gondolata, mert mint fogalmazott: „az egri érseki templom alig különbözött egy falusi templomtól”. 1831. február 2-án Hild József tervei alapján elkezdődött az egri bazilika építése. A munkákra Itáliából elhívta Marco Casagrandét, aki – többek között – a szobrokat készítette a bazilika felvezető lépcsősora mellé. Öt év alatt készült el az épület, felszentelésére 1837. május 6–7-én került sor ünnepélyesen. A belső alakítások, az oltárok kialakítása, a freskók festése azonban még további 120 éven át tartott. A bazilika az 1950-es évekre készült el teljesen.

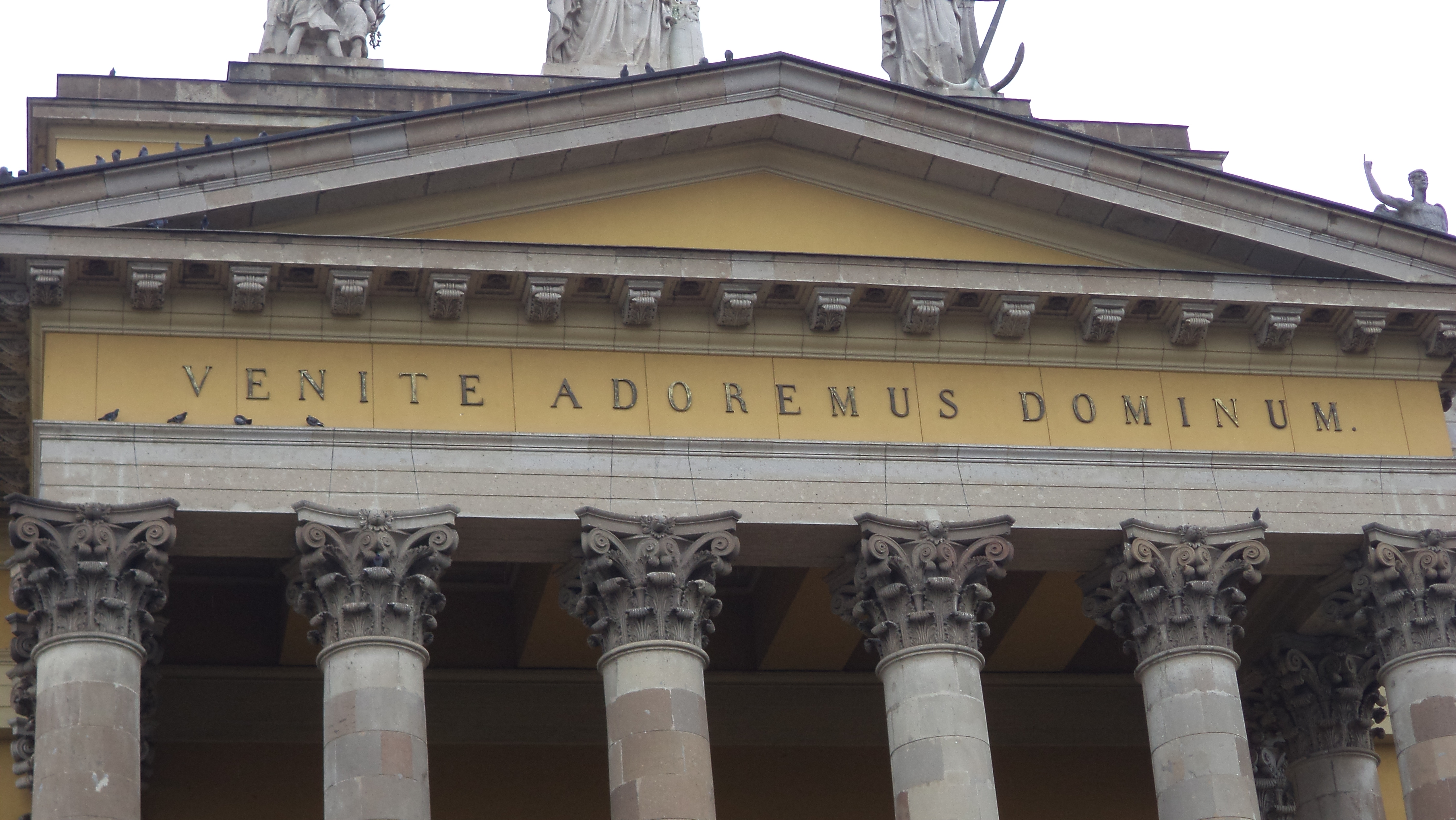
Latin felirat a főhomlokzat felett. Jelentése: Gyertek, imádjuk az Urat!

## Az épület

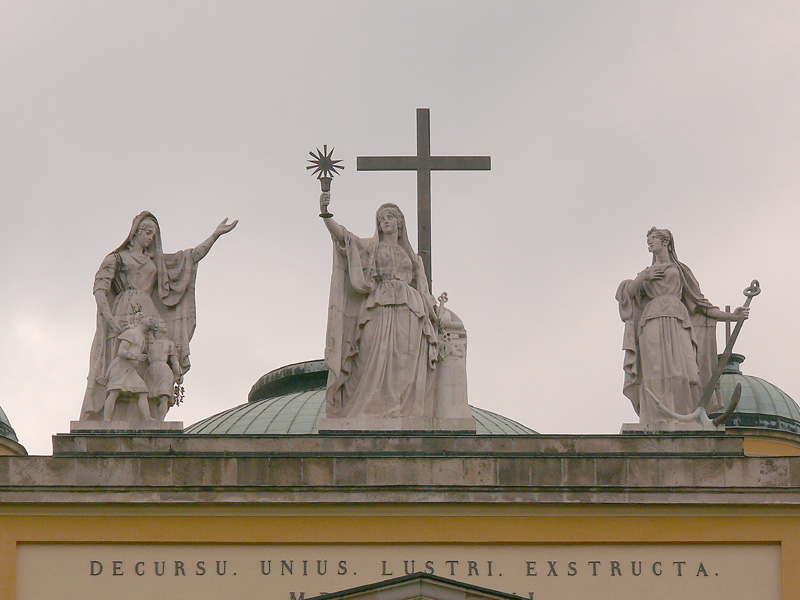
A főhomlokzat szobrai

Bejáratát oszlopcsarnok hangsúlyozza, melynek 17 méteres korinthoszi oszlopain timpanon nyugszik. E fölé emelkedik a magasított oromzat, amelyen 3 allegorikus szobor áll. Nyugati végén két 55 méteres torony magasodik. A bazilika külső hossza 93 méter, szélessége 53 méter, kupolája magassága 37 méter. A templom külső falán több dombormű található, odabent további huszonnégy. A főbejárat előtti lépcső mellett négy szobor sorakozik: Szent István, Szent László, Péter apostol és Pál apostol. A templom mennyezetfreskói 1950-ben készültek el. A jelenlegi szentélyt és márvány szószéket 1910-ben fejezték be. Az oltárkép Olajban főtt Szent Jánost ábrázolja.

## Harangjai
Az Egri főszékesegyház tornyaiban ma négy harang lakik. Egy (legnagyobb) az északi/bal, három (kisebbek) a déli/jobb toronyban.

### Északi torony
- Szent Mihály-nagyharang: 6015 kg-os, 213 cm alsó átmérőjű Gesz0 alaphangú harang. Rudolf Perner öntötte Passauban, 2001-ben, az 1944-ben (második világháború) elvitt kb. 5000 kg súlyú nagyharang helyett. Magyarország 3. legnagyobb harangja.

Felirata: "1000 A. D. MAGYARSÁG * 2000 A. D. KERESZTÉNYSÉG ÖNTÖTTE RUDOLF PERNER PASSAU 2001 AZ 1944 – BEN HADICÉLOKRA ELVITT HARANG HELYETT 2001 -BEN ÚJRAÖNTVE."
További ábrázolások, domborművek és feliratok:
1. A névadó Szent Mihály arkangyal szárnyas álló alakja, jobbjában kard, baljában lándzsa. Felirata: "SZENT MIHÁLY FŐANGYAL VÉDELMEZZ MINKET A KÜZDELEMBEN"
2. Szűz Mária 12 csillagos glóriával, lába alatt a Hold, amint kígyóra tapos. Felirata: "SZEPLŐTELEN SZŰZ MÁRIA"
3. Szent István koronával, jobbjában lándzsa, baljában országalma. Felirata: SZENT ISTVÁN KIRÁLY
4. Egymás alatt a Magyar Szentkorona; Krisztus születése 2000. évfordulójának emlékérme, amiben a körfelirat: "CHRISTUS HERI HODIE SEMPER" (magyarul: "Krisztus volt, van és örök") végül Eger város címere.
5. Szent László páncélos alakja a Képes Krónika egy iniciáléja alapján, baljában pallossal. Felirata: "SZENT LÁSZLÓ KIRÁLY"
6. Szent János evangélista, sámlin ülve attribútumaival: sas, könyv és írótoll. Felirata: "SZENT JÁNOS APOSTOL"

### Déli torony
- József-harang: 3300 kg-os, 163 cm alsó átmérőjű, B0 alaphangú harang. Jüstel József öntötte Egerben, 1828-ban.

Felirata: "SIGNUM HOC A.D.M. DEAG. ET S. IOSEPHI HONOREM PATRONORUM LD IOSEPHO FRANTZ PRAEP. BMV DE AIRKA. ARCHIDIACON. VAR. ET CATH. ECCL. ARCHIDIACIONI. FUSUM CENT XLII. CB. XC. REFUSUM SUMPTIBUS ECCLESIA PAROCHIALIS CENT G9BR."
Felső peremén: "FUDIT JOSEPHUS JÜSTEL PATER 1766. FISSUM REFUDIT JOANNES JÜSTEL 1828."
Alsó peremén: "BENEDICTUM AB EXCTMUS D*. PATRIARCHA AEPPO JOANNE BAPTISTA LADISLAO PYRKER DE FELSŐEŐR ANNO 1828. DIE 1 MAJII."
Paláston a névadó Szent József, Szent István király és a szeplőtelen fogantatás képei.
- Lajos-harang: 1350 kg-os, 137 cm alsó átmérőjű, desz1 alaphangú harang. Seltenhofer Frigyes és Fiai öntötték Sopronban, 1923-ban.

Feliratai: Paláston a szöveggel átellenben: a névadó Szent Lajos király képe.
Derekán, az egyik oldalon, egymás alatti sorokban: "PRO SOLENNI OCCASIONE JUBILEI SACERDOTALIS ARCHI PRAESUL SUI GRATIOSISSIMI LUDOVICI SZMRECSÁNYI A. M. D. GL. DEVOTE OFFERT ET IN HONOR. S. LUDOVICI REG. DEDICAT METR. CAPITULUM AGR. 28-A AUGUST. A 1923".
Alsó peremén körben: "FUDERUNT ME FILII FR SELTENHOFER SOPRONII. 4100. SZ."
- János-lélekharang: 580 kg-os, 102 cm alsó átmérőjű, gesz1 alaphangú harang. Seltenhofer Frigyes és Fiai öntötték Sopronban, 1923-ban.

Feliratai: Paláston a névadó Szent János apostol és evangélista képe. Derekán, a képpel átellenben egymás alatti sorokban:
"PRO SOLENNI OCCASIONE JUBILEI SACERDOTALIS ARCHI PRAESUL SUI GRATIOSISSIMI LUDOVICI SZMRECSÁNYI A. M. D. GL. DEVOTE OFFERT ET IN HONOR. S. JOANN. AP. ET. EVANG.ANTE PORT. LAT. DIVI ARCHIDIOEC. PATRONI DEDICAT METR. CAPITULUM AGR. 28.A. AUGUST. A. 1923."
Alsó peremén körben: "FUDERUNT ME: FILII FRIDERICI SELTENHOFER SOPRONII. 4101. SZ."
Harangozási rend: Délben a József, este hét órakor a Lajos-harang szól Úrangyalára, utána lélekharangként a János-harang szólal meg. Péntekenként délután három órakor Jézus Krisztus kereszthalála emlékére is a József-harang kondul meg. A kisebb hétközi misékre a két kisebb harang (Lajos, János) duója szól. Vasárnapi misék kezdetekor a déli torony három harangja hallható, nagyobb egyházi ünnepeken pedig mind a négy harang együtt harangozik. A nagyharang csak ilyenkor hallható, a déli harangszót egymagában harangozza. A toronyóra pontosan működik, a negyedeket a János- az egészeket a József-harang üti.

## Orgonakoncert
Májustól szeptemberig a Bazilikában minden nap fél órás orgonakoncertet tartanak.
- Hétköznap: 11.30 – 12.00-ig
- Vasárnap: 12.45 – 13.15-ig

A főszékesegyházba ekkor csak belépőjeggyel lehet belépni.

## Képek

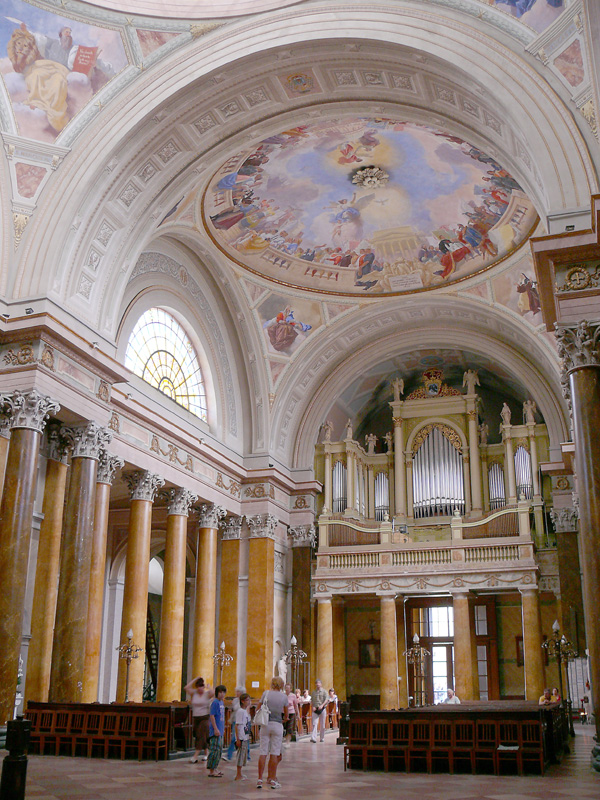
Az orgona a főbejárat fölött
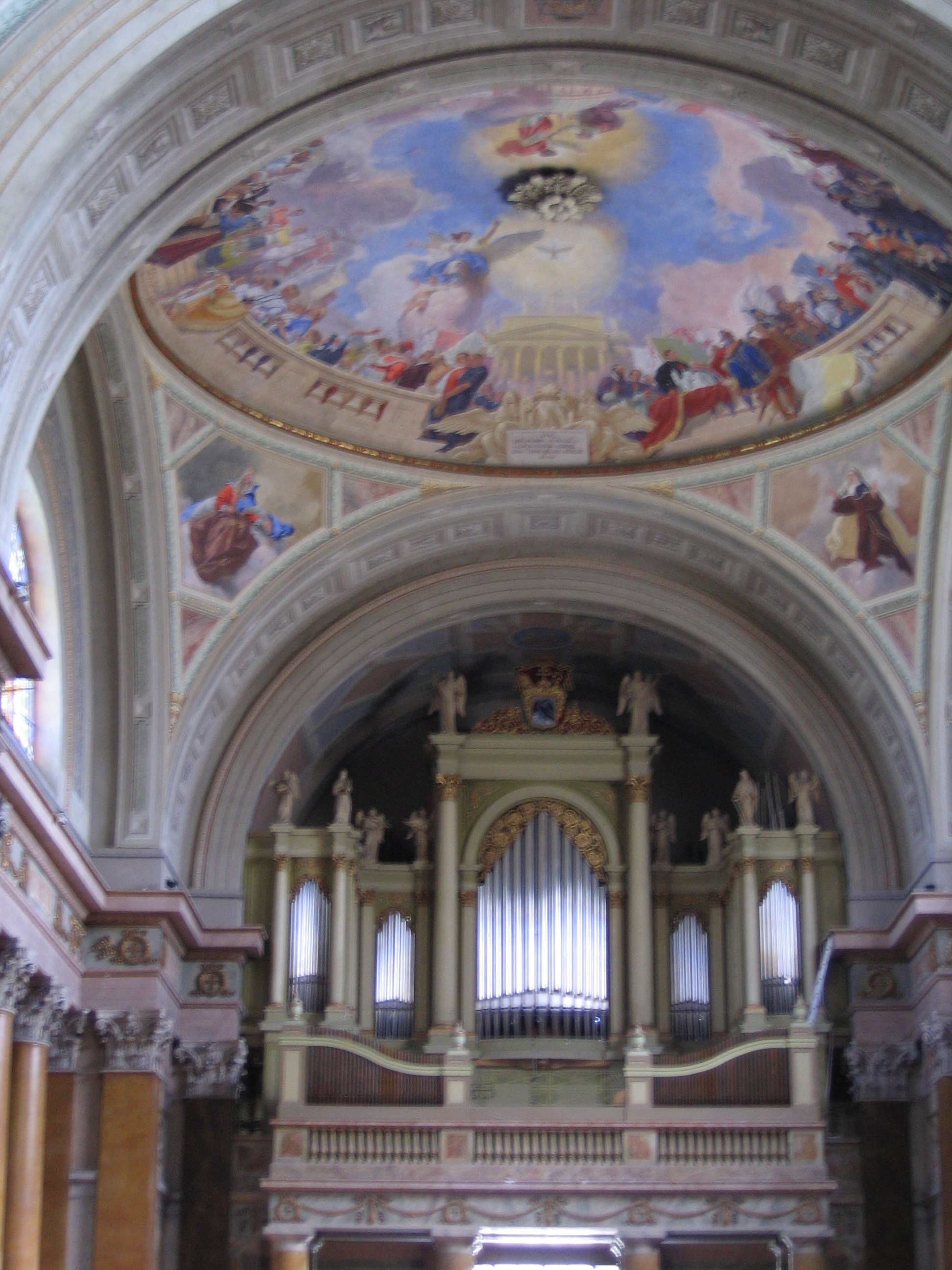
Az orgona és környezete
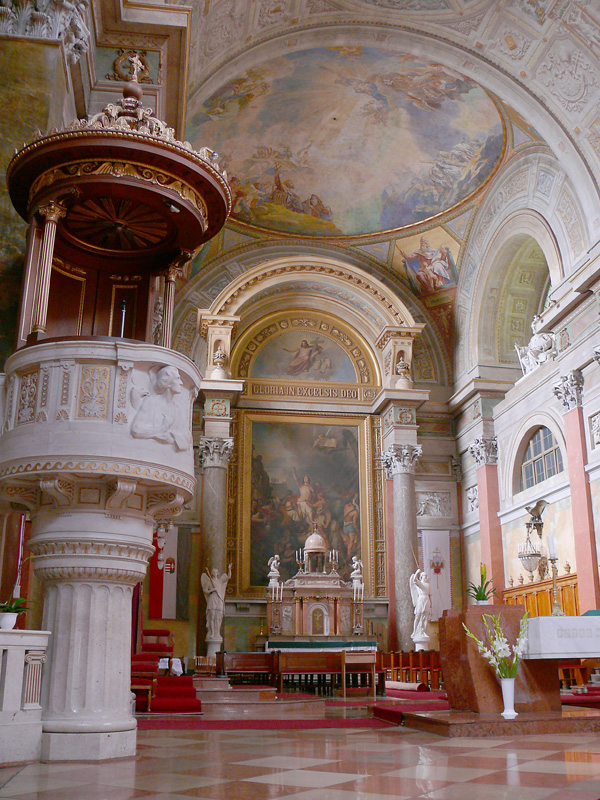
A főoltár
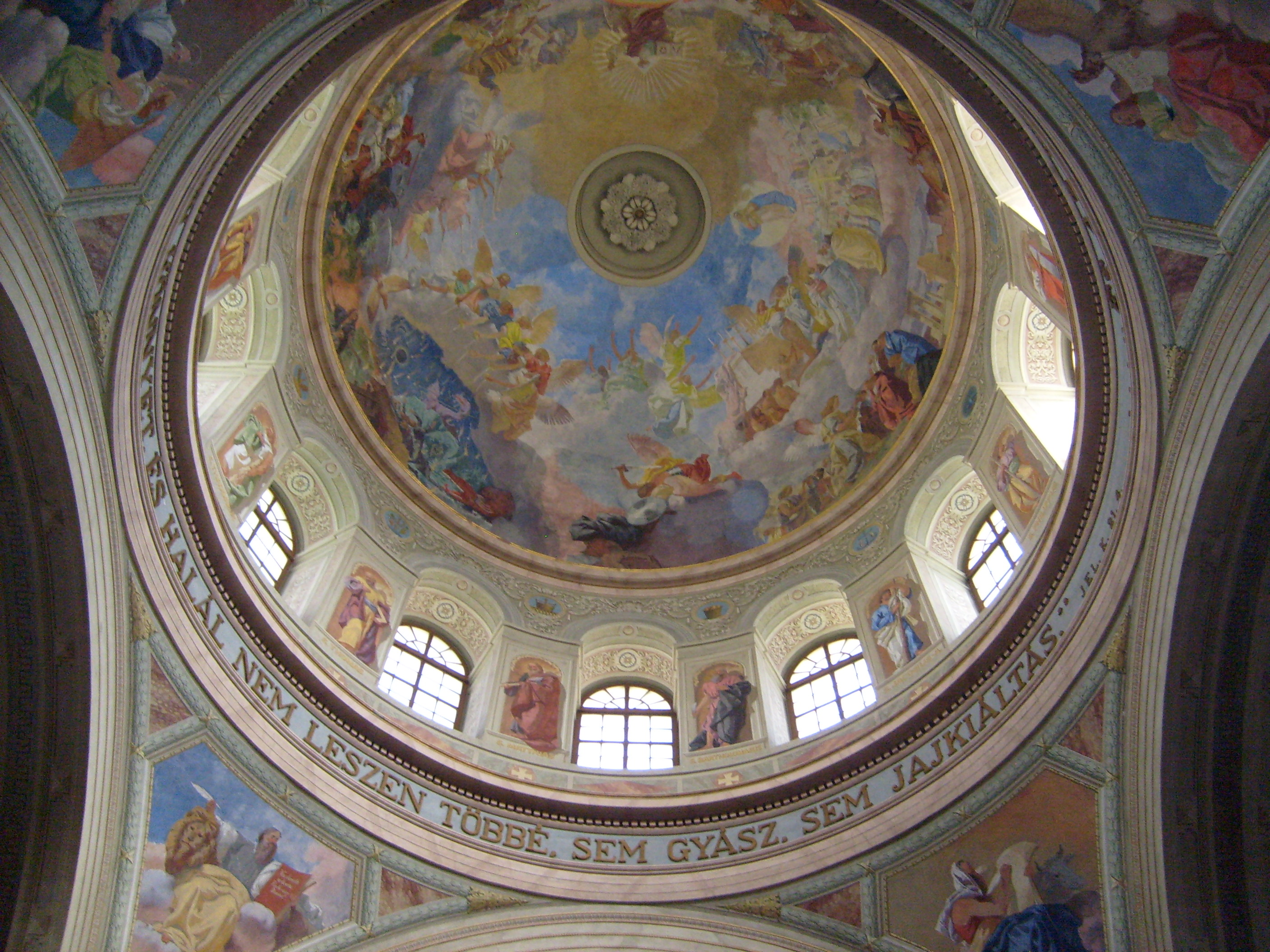
A Bazilika kupolája
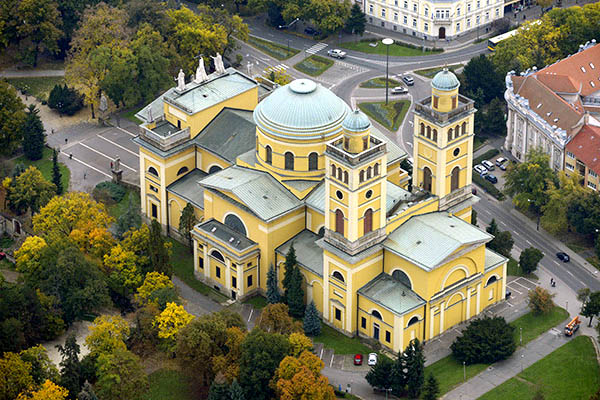
Légi fotó
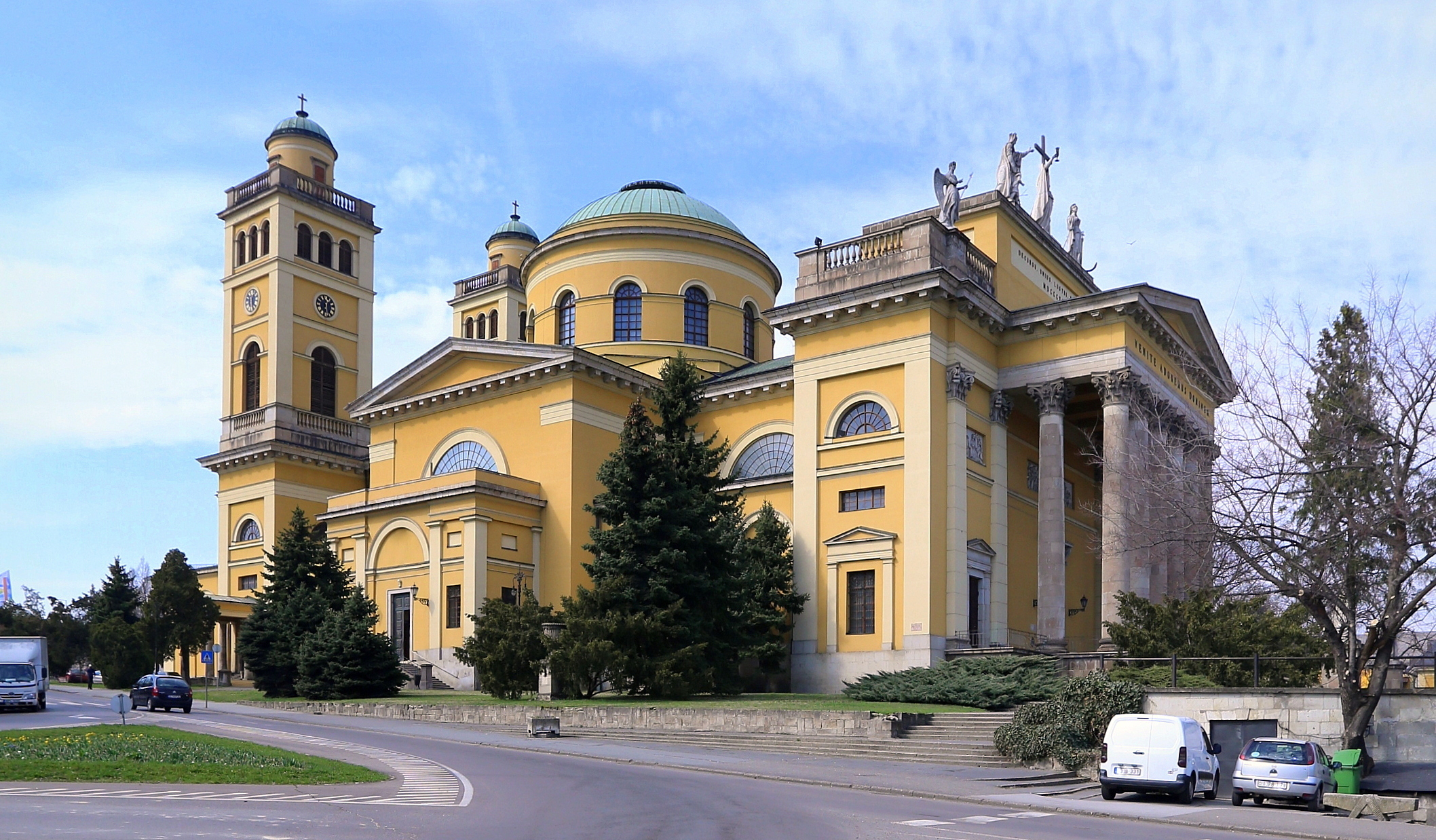
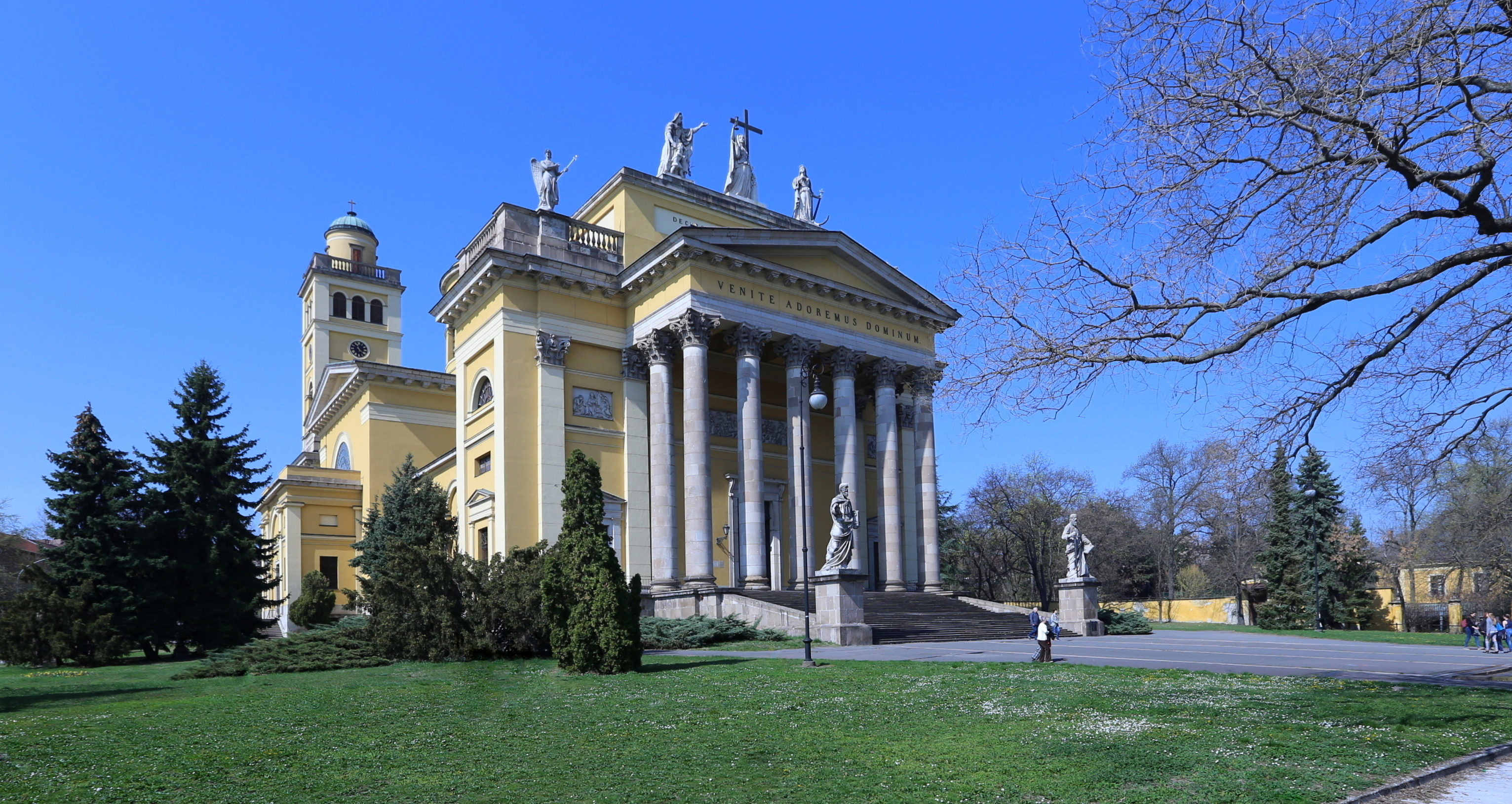
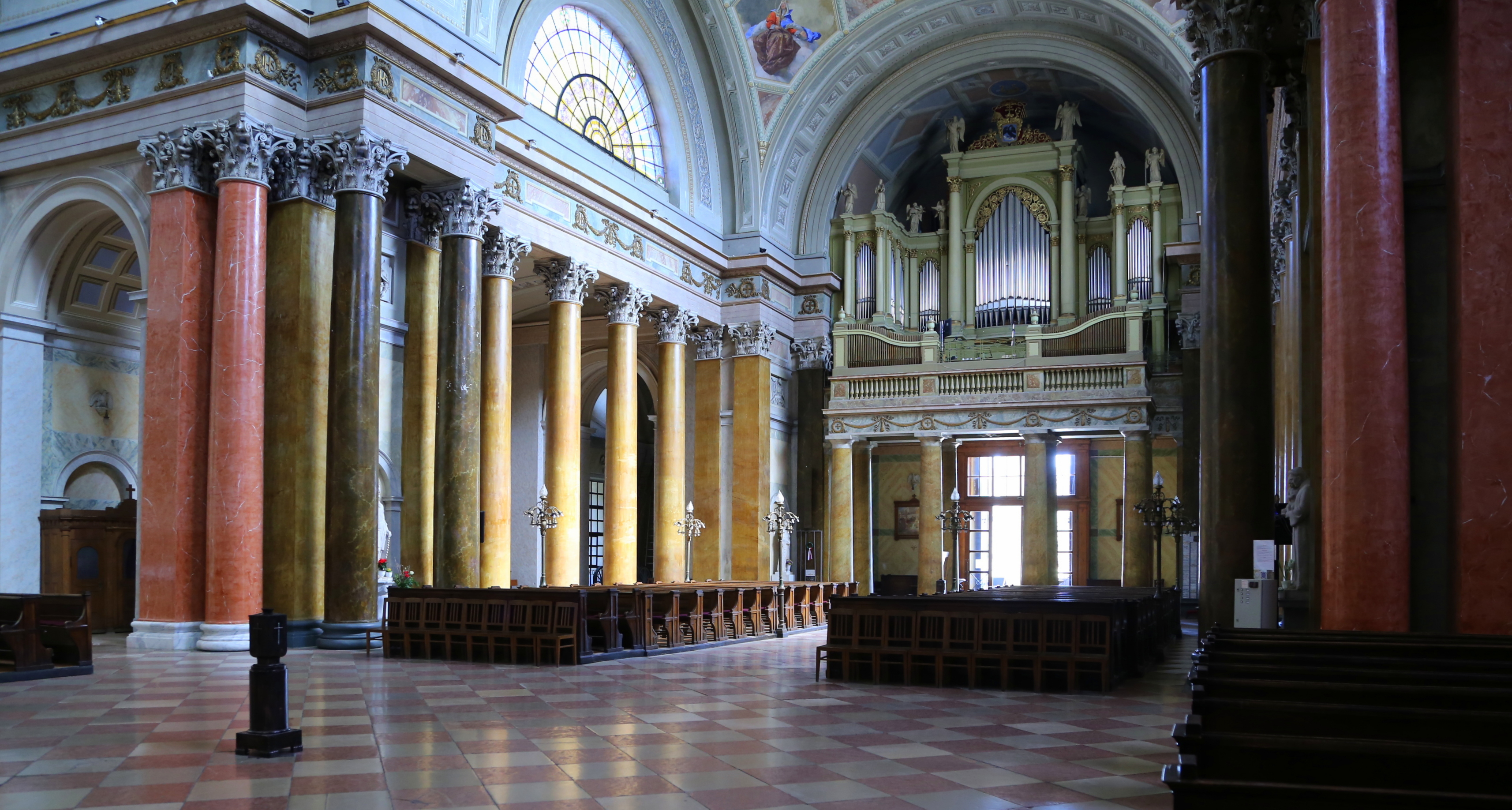
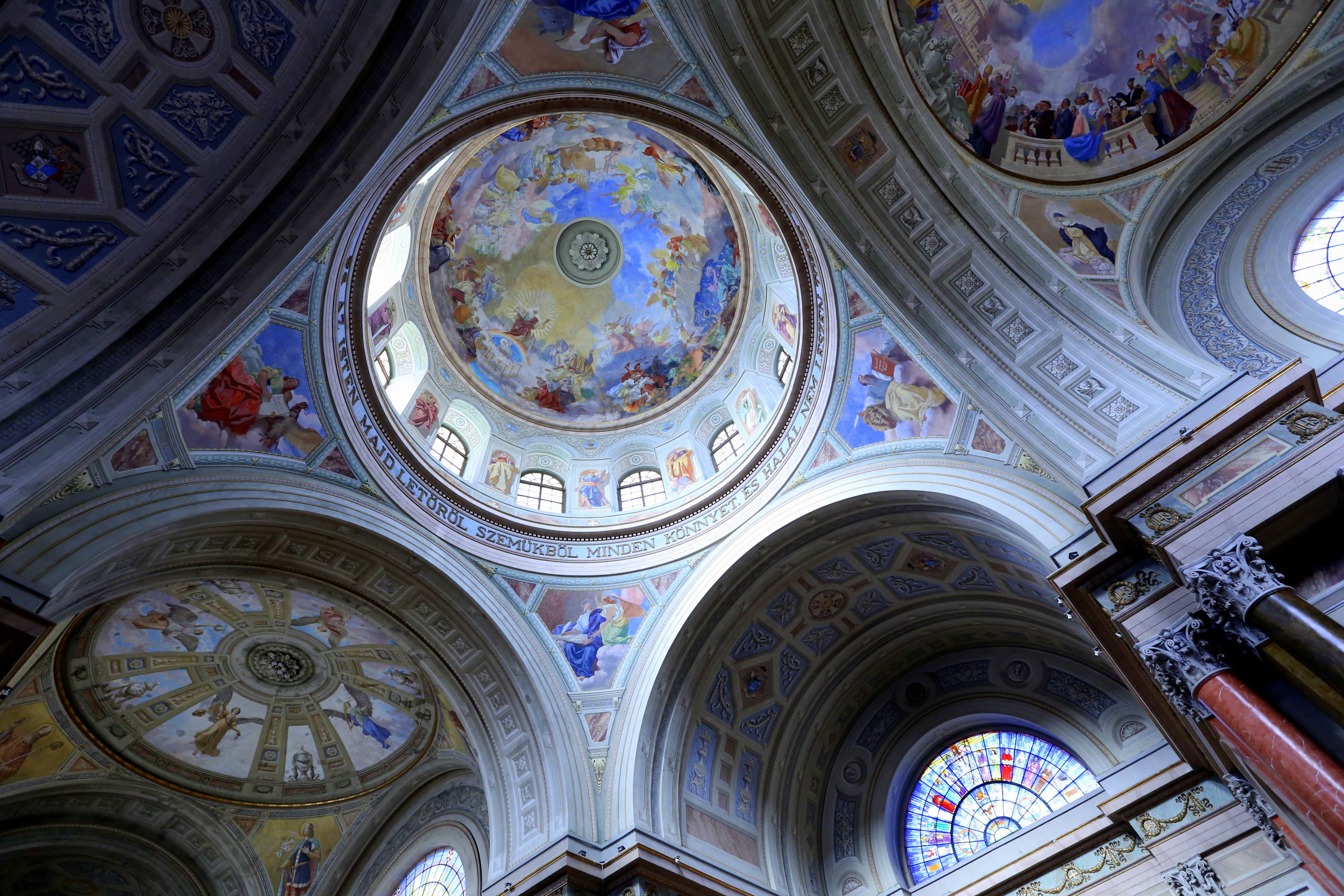
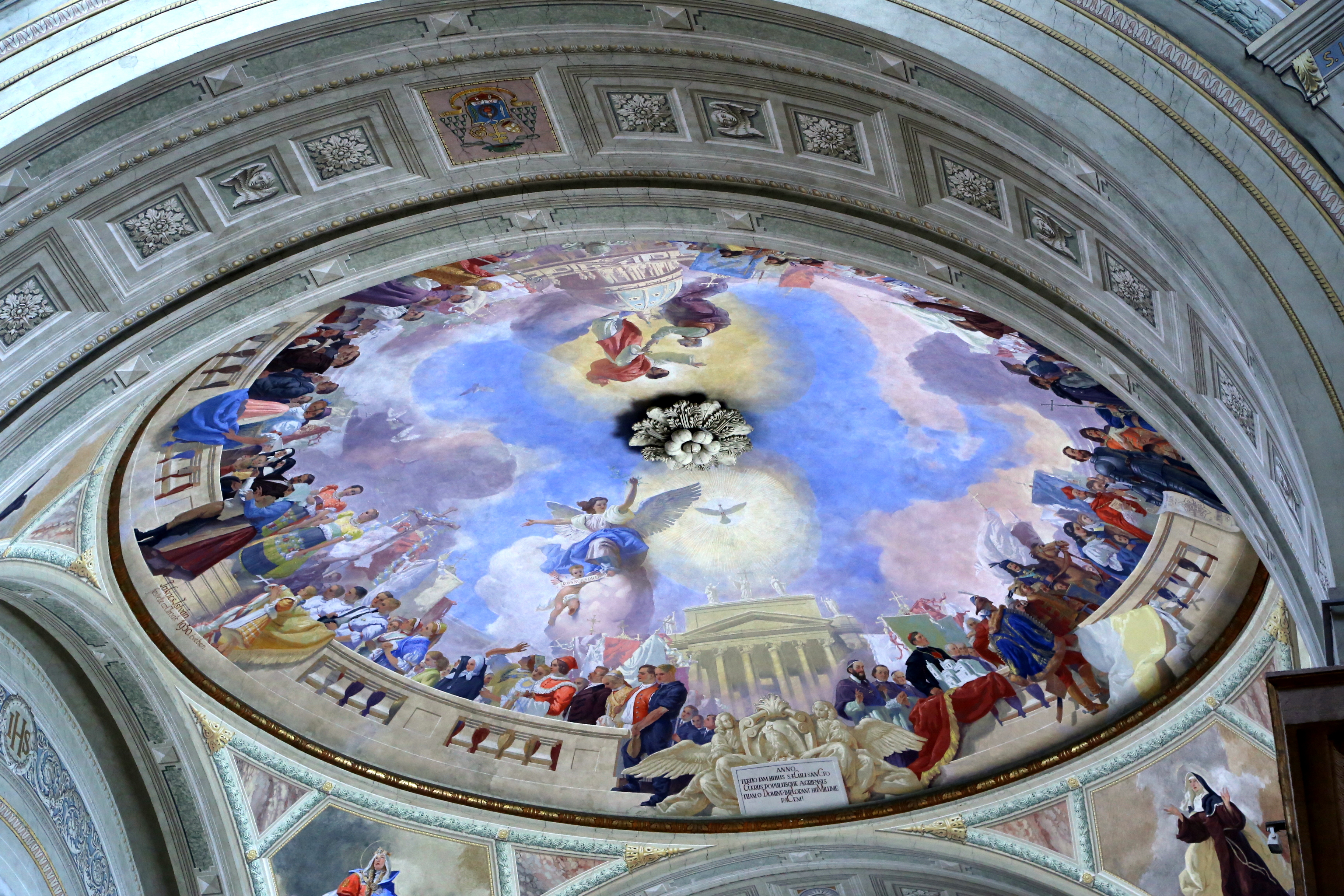
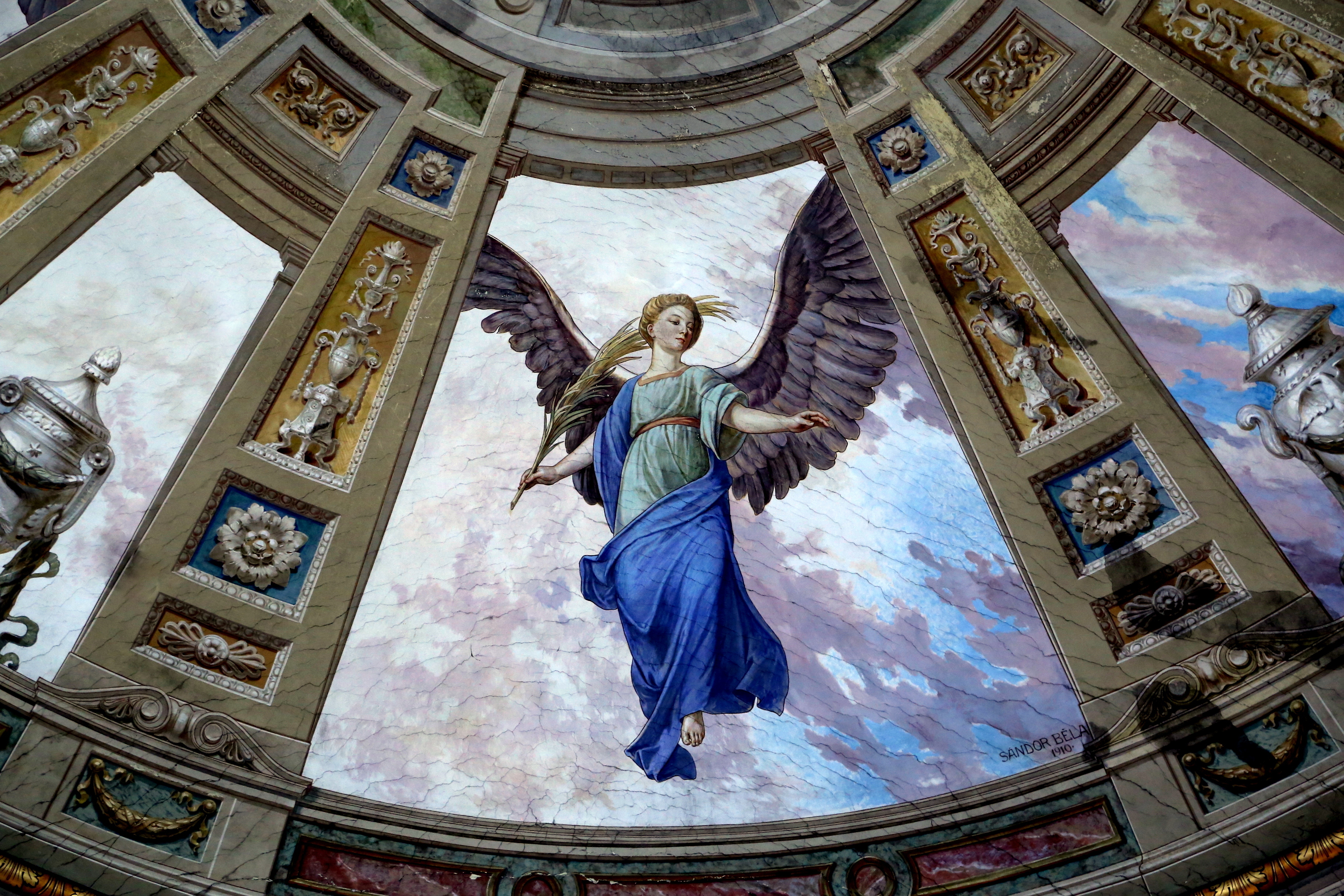
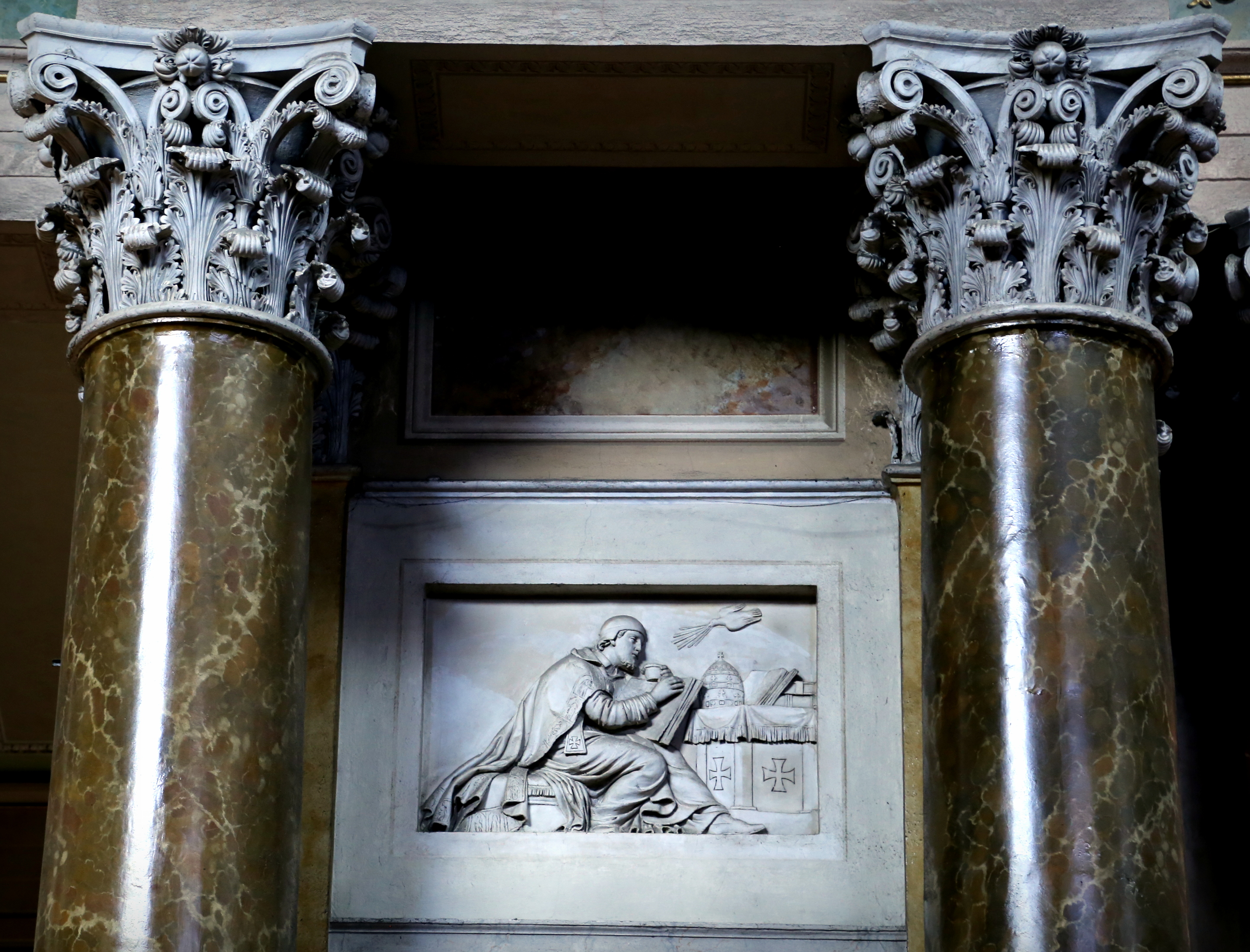
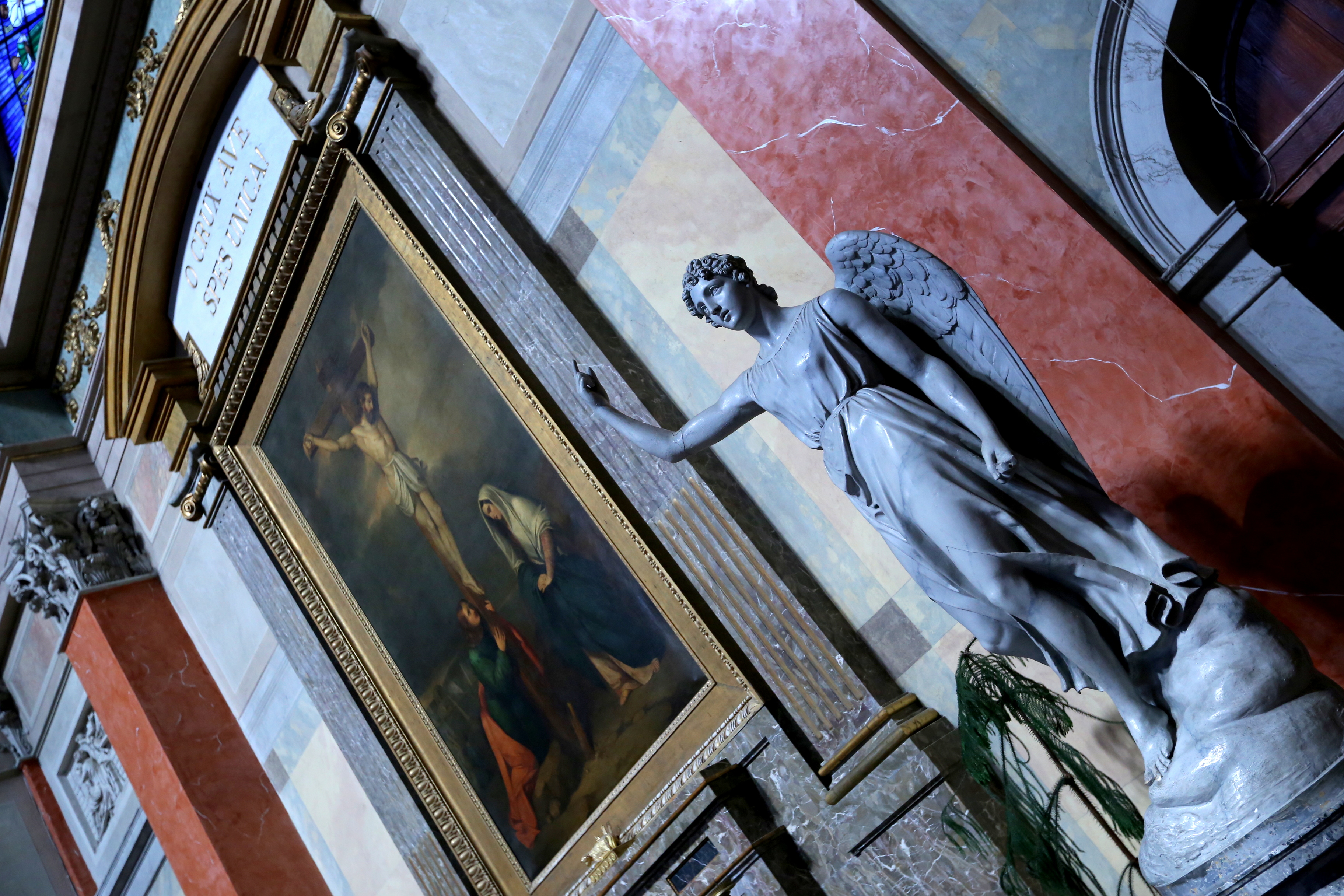
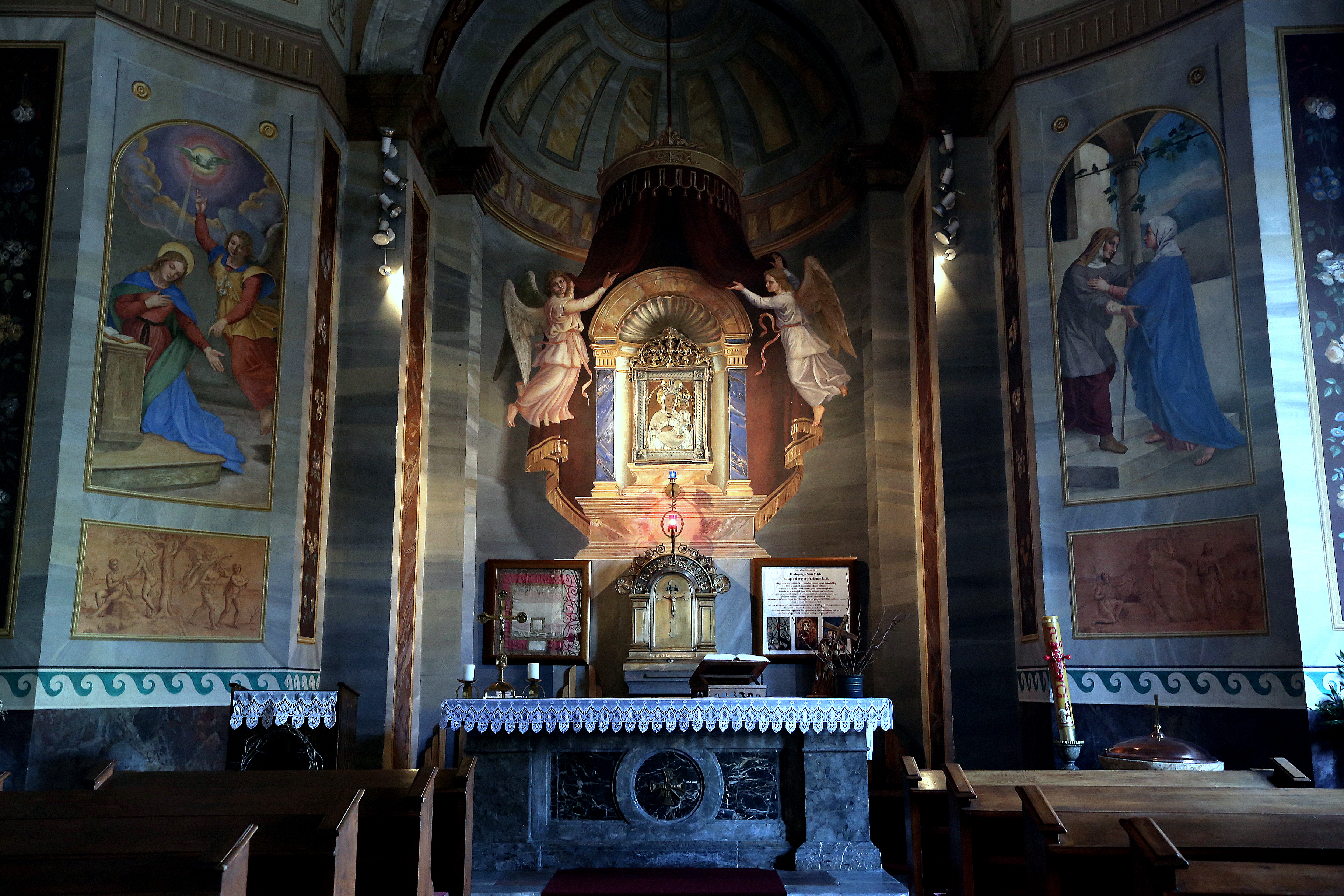
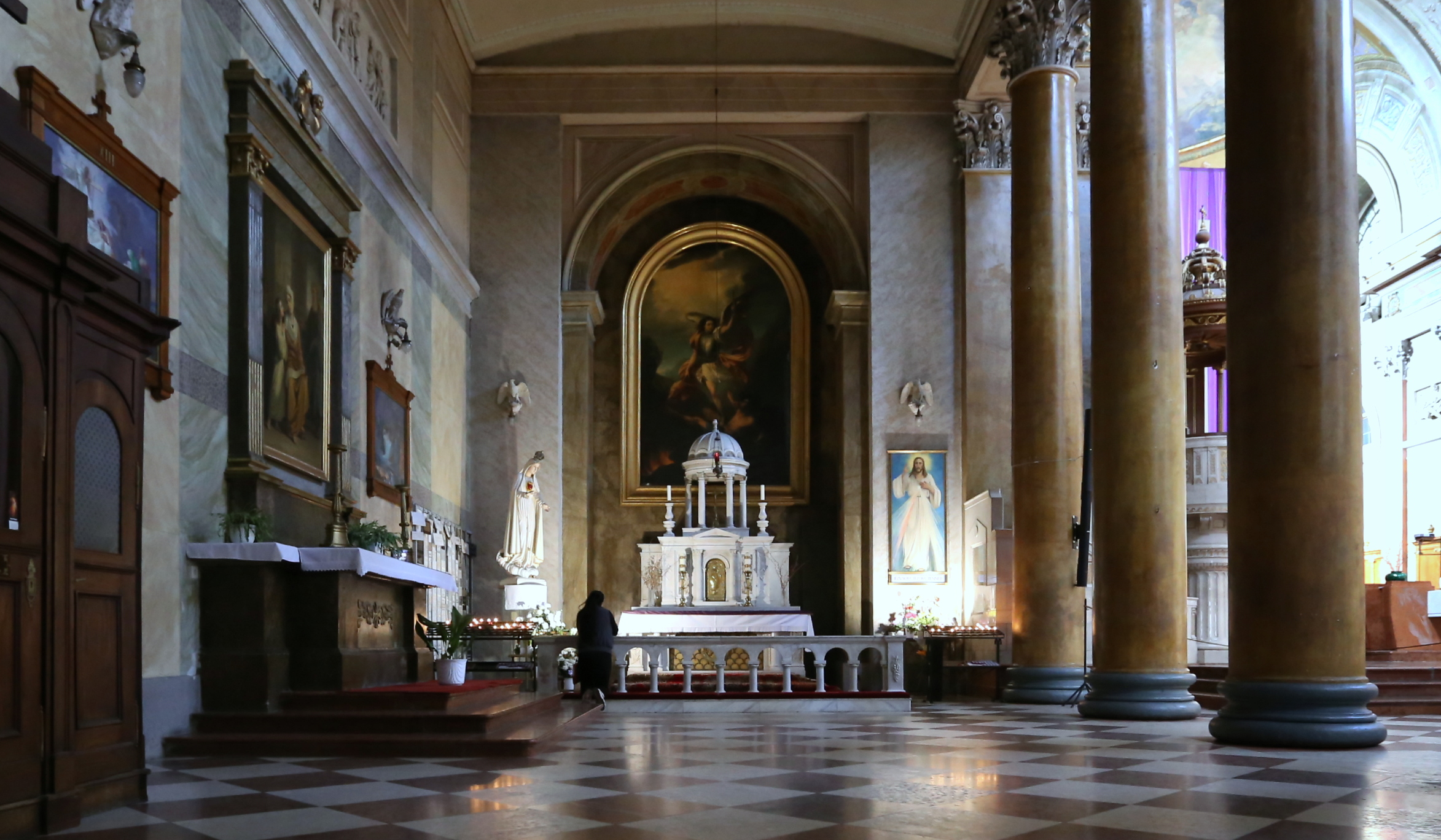
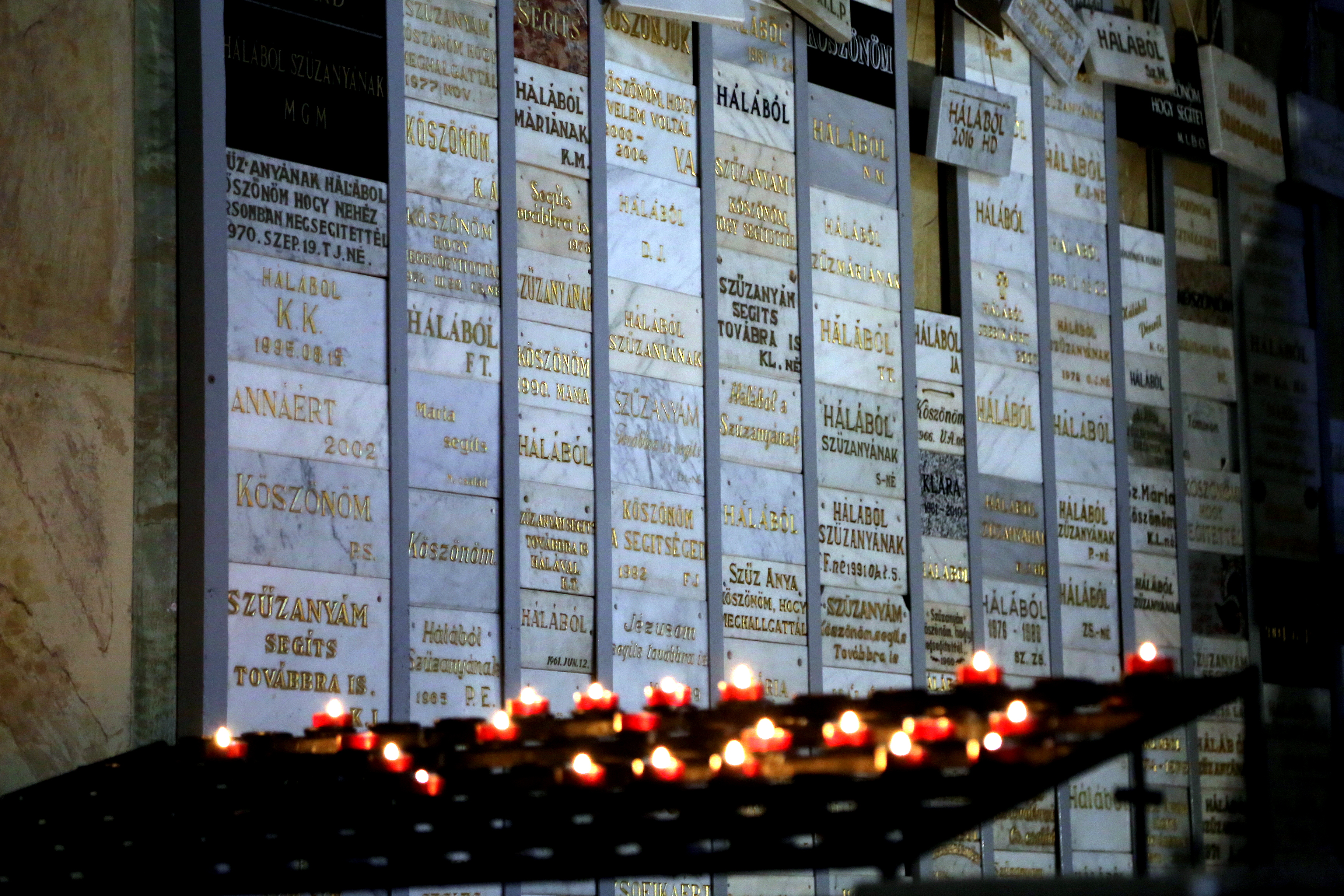
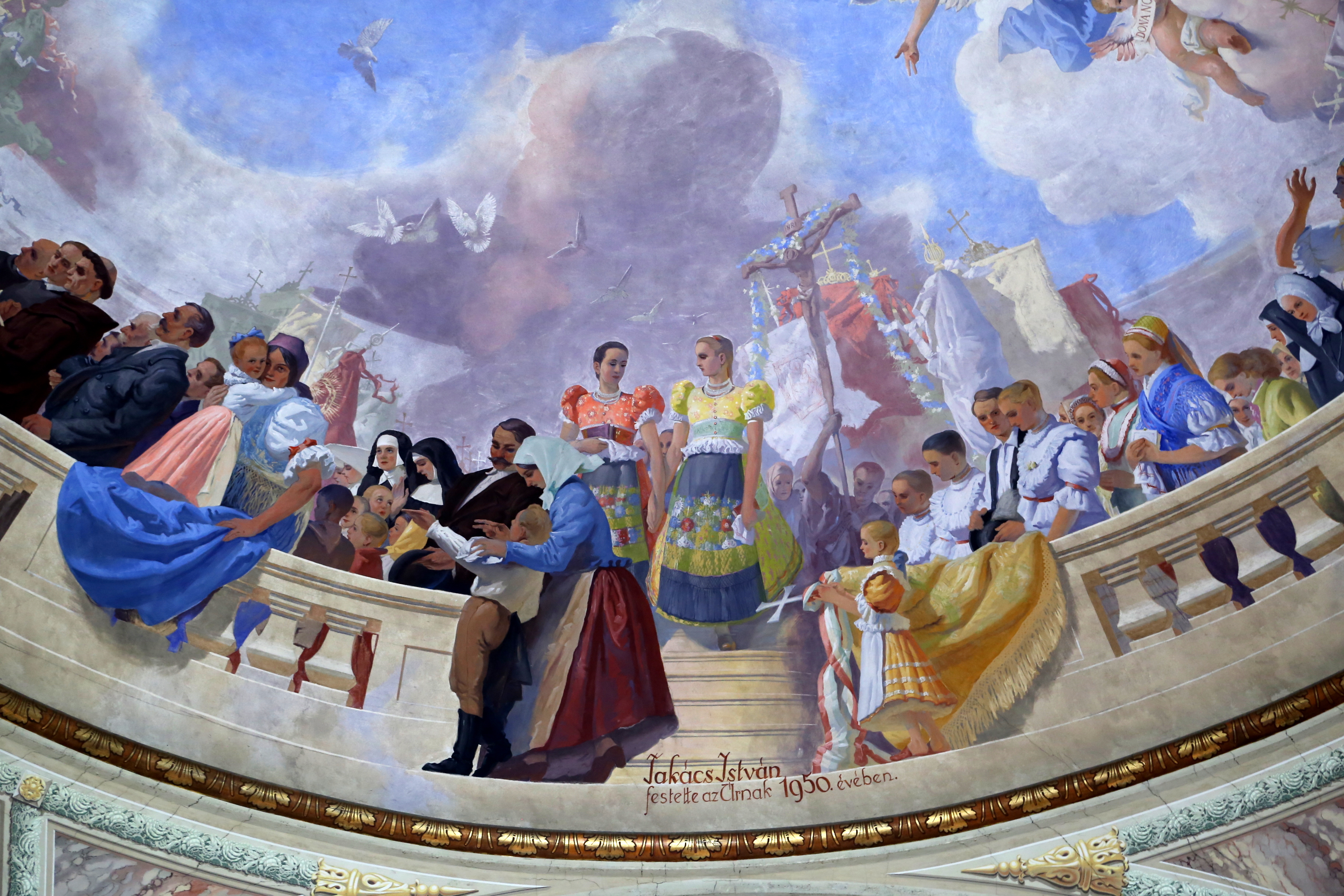
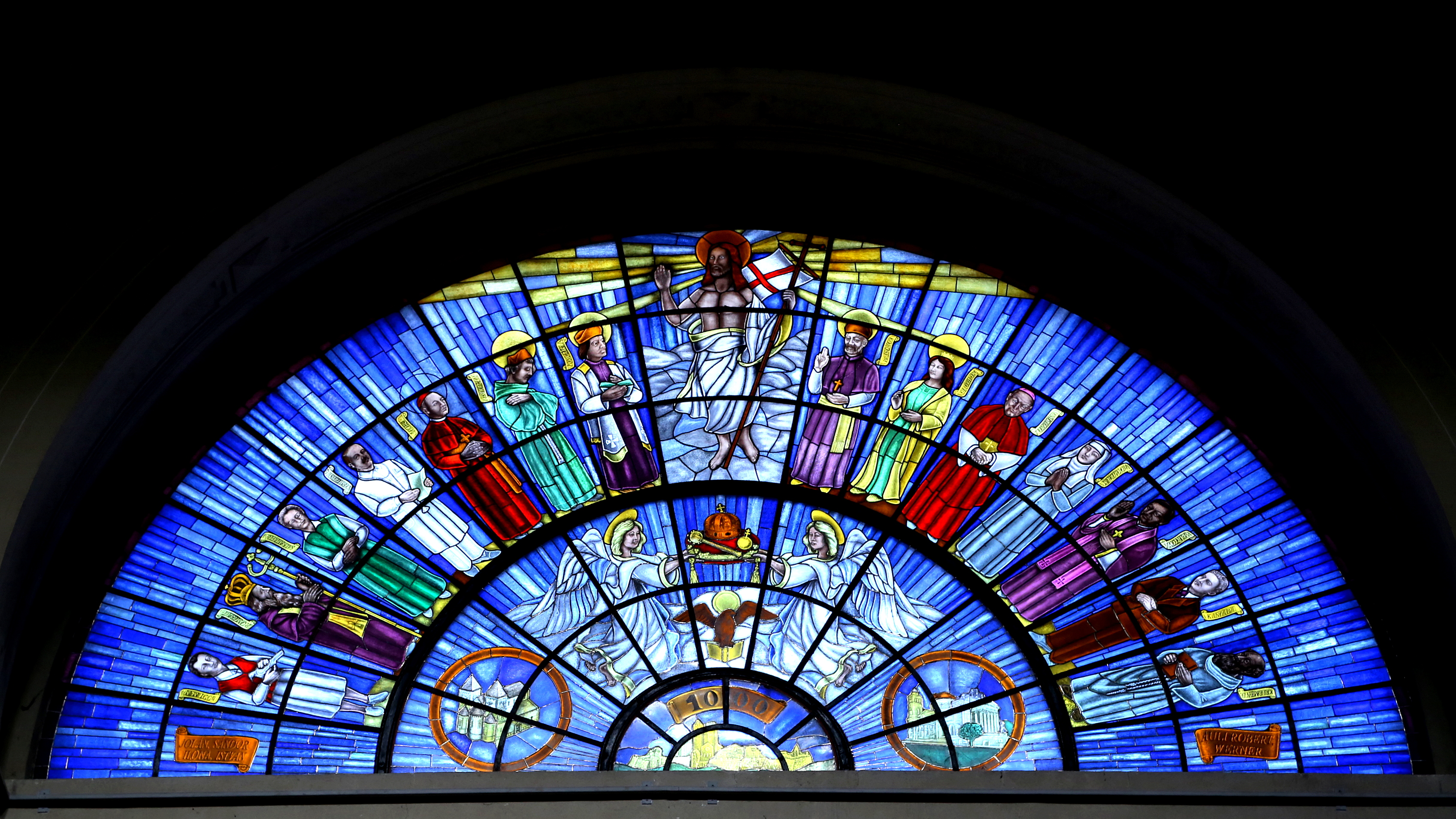
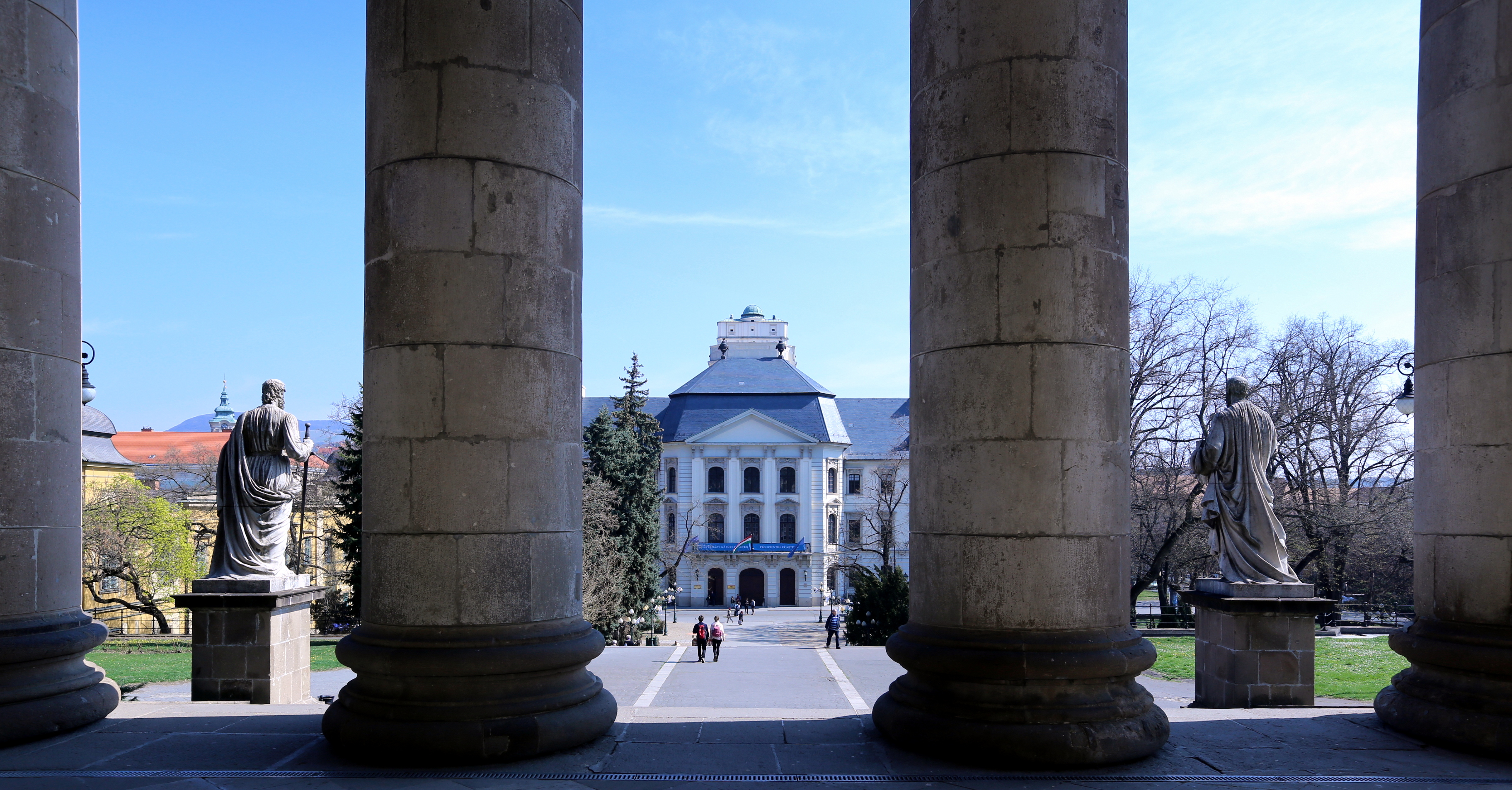
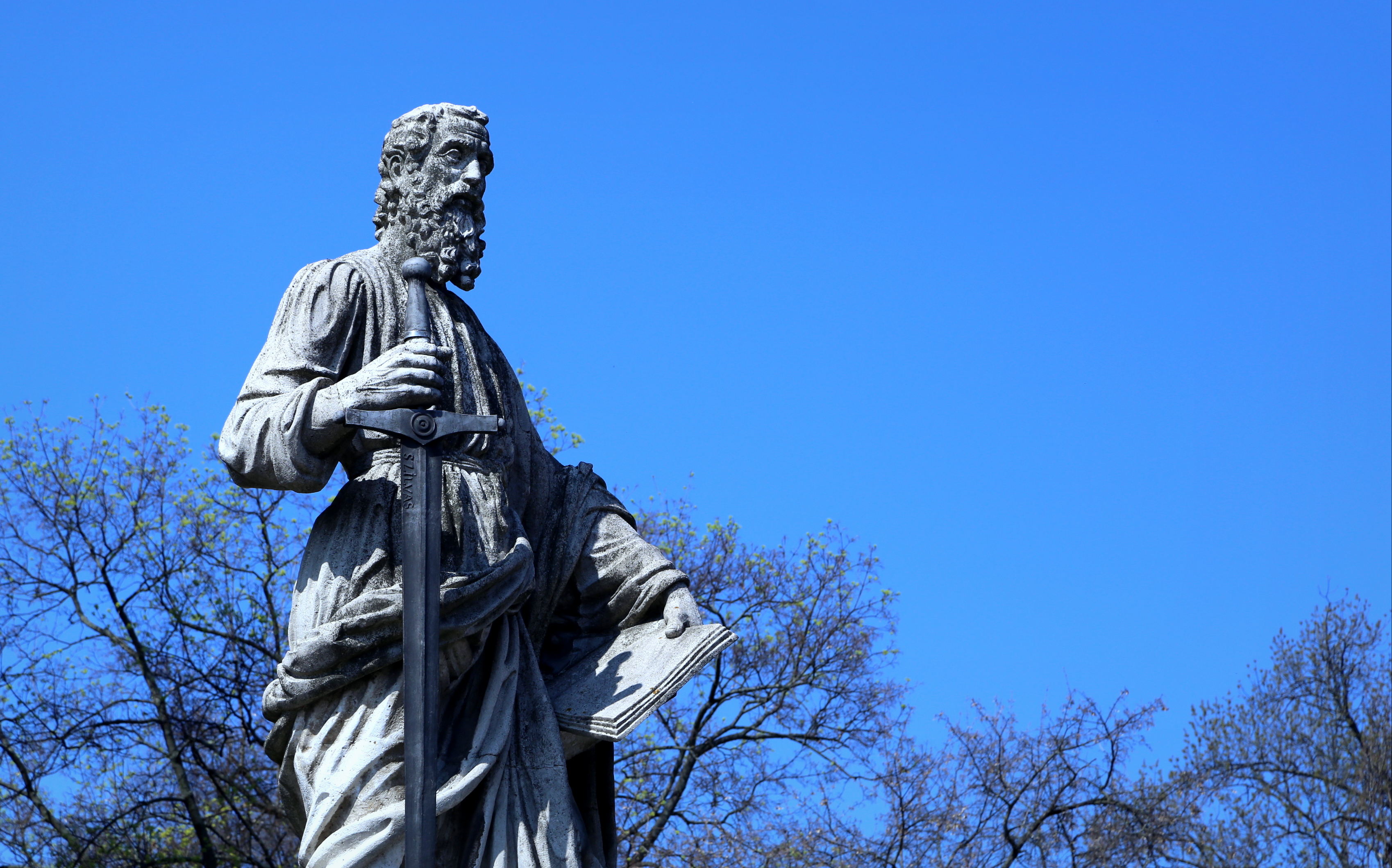

## Kapcsolódó szócikk
- Az egri bazilika orgonája